# Pinball Magic
Pinball Magic is een computerspel dat werd uitgegeven voor door Loriciels. Het spel is een flipperkastsimulatie. Het kwam in 1990 uit voor verschillende platforms, waaronder de Commodore Amiga. Het speelveld wordt van bovenaf weergegeven.

## Platforms
| Platform    | Jaar |
| ----------- | ---- |
| Amiga       | 1990 |
| Amstrad CPC | 1990 |
| Atari ST    | 1990 |
| DOS         | 1990 |

## Ontvangst
| Beoordeeld door                      | Platform | Datum         | Score |
| ------------------------------------ | -------- | ------------- | ----- |
| Amiga Joker                          | Amiga    | februari 1990 | 86%   |
| Joker Verlag präsentiert: Sonderheft | Amiga    | 1990          | 84%   |
| Joker Verlag präsentiert: Sonderheft | Atari ST | 1990          | 84%   |
| Power Play                           | Amiga    | februari 1990 | 38%   |